# Gabriel Åberg
Gabriel Alexander Åberg, även känd som Gubb, född 20 september 1971 i Mölndal, död 10 november 2012 i Göteborg, var en svensk rappare samt grundare av skivbolaget Illizit Muzik.

## Biografi
Gubb var aktiv hiphopartist sedan början av 1990-talet. Han började sin karriär som rappare på engelska i gruppen Da Brigade (1990–1997) och hade även en kort session i 3ESS (som hade en nationell hit med låten "Hoppa, dansa" 1996) 1998–1999. År 2000 grundade han skivbolaget Illizit Muzik som drivits aktivt sedan 2003. Förutom Gubbs egen musik har artister som Pst/Q, Calle P, Rico Won och Obnoxiuz gett ut musik via Illizit Muzik. Gubb är begravd på Östra kyrkogården i Göteborg.

## Diskografi
- Tha Brigade - First Blood Evolutiary Promo (1992) Border Music (album)
- Tha Brigade - NorthernLightz (1996) Border Music (Vinyl/CD, Album)
- 3ESS - Ja, Ja, Ja. (1998) FFWD Ent. (Vinyl EP)
- 3ESS - Sommarfett (1998) FFWD Ent. (CD)
- Gubb - Respekt (2000) Illizit Muzik (Viny/CD EP)
- Gubb - Mitt liv som hund (2004) Illizit Muzik (CD album)
- Gubb - HundLiv (2004) Illizit Muzik (Vinyl album)
- Gubb & Calle P (2006) Illizit biznizz Vol.1 (CD album-mixtape)
- Gubb - Okuttat (2008) Illizit Muzik ( CD album-mixtape)
- GUBB - PSALM :23: (2012) Illizit Muzik (album)